# خالد الدردور
خالد الدردور لاعب كرة قدم أردني، يلعب لفريق النادي الأهلي وللمنتخب الأردني، مواليد مايو 1996م، يبلغ من العمر 27 عامًا، يبلغ طوله (168)سم، ويلعب في مركز الهجوم. لعب لعدة فرق أردنية منها: نادي الرمثا، ونادي البقعة، ونادي سحاب الرياضي، ونادي شباب الأردن، ونادي الديوانية، والنادي الأهلي الأردني، والذي يلعب الدردور في صفوفه منذ عام 2023م.

## مشوار الدردور الرياضي
لعب الدردور لعدة أندية رياضية (داخل الأردن وخارجها)، ونذكر من هذه الأندية: التي لعب لها خالد الدردور:
- النادي الأهلي الأردني، تعاقد الاهلي مع الدردورلموسم 2023/2024 بعد المستوي المتميز الذي ظهر عليه اللاعب في الموسميين الرياضيين الأخيرين للاعب ، حيث سجل فيهما (16) هدفًا ونافس في احدها علي لقب الهداف. وجاء النعاقد بعد رجوع الدردور من العراق قادمًا من نادي الديوانية.[6]
- نادية الديوانية العراقي، حيث اتجه اللاعب للاحتراف في نادي الديوانية العراقي لمدة ثلاثة اشهر ولنهاية موسم 2023م، وجاءت رغبة التعاقد مع الدردور بتوصية من المدرب الأردني هيثم الشبول، المدير الفني للديوانية العراقي. وعاد الدردور بعد ثلاثة اشهر بعدما فسخ عقده مع الديوانية بالتراضي.[7][8]
- نادي شباب الأردن، تعاقد النادي مع المهاجم خالد الدردور في 2020م ، بهدف تعزيز قدرات الفريق في بطولة دوري المحترفين، وجاء التعاقد مع الدردور بعد ايام من فسخ عقده مع فريق سحاب الذي انتقل اليه بداية الموسم الحالي 2020م، ووقع الدردور عقده بمقر نادي شباب الأردن وبحضور وتوصية خاصة من المدير الفني وسيم البزور.[9][10]
- نادي سحاب الرياضي، تعاقد النادي مع اللاعب في 2019م، ووقع الدردور العقد بحضور رئيس نادي سحاب علي أبو حماد. وكان الدردور قد لعب ثلاث مواجهات مع سحاب في بطولة المرحوم الشيخ سلطان العدوان، وقدّم مستويات مميزة ليتم التوصية بالتعاقد معه، وعلي الرغم من ذلك لم يلعب الدردور لنادي السحاب إلا نصف موسم فقط ، قام بعدها اللاعب بفسخ عقده مع النادي.[11][12]
- نادي البقعة، في نهاية عام 2017م تعاقدت إدارة نادي البقعة مع المهاجم الدردور( علي سبيل الإعارة قادمًا من الرمثا)، وجاء التعاقد مع الدردور لتعزيز القدرات الهجومية لفريق كرة القدم الطامح بالظهور بصورة مختلفة، ووقع اللاعب الدردور عقده في مقر نادي البقعة بحضور رئيسه عمر خميس. ويعتبر الدردور مكسباً حقيقياً لفريق البقعة لما يتمتع به من قدرات هجومية [13]
- نادي الرمثا، الفريق الأم للاعب والذي لعب معه مواسم عدة ولمدة 5 سنوات، قدم من خلالها اللاعب مستوي متميز وسجل العديد من الأهداف، وخلال فترة تعاقده مع الرمثا ، لعب لنادي البقعة علي سبيل الإعارة ، وتوجه اللاعب بغد أنتهاء عقده مع الرمثا إلي نادي السحاب الرياضي.[14]
- المنتخب الأردني، مثل خالد الدردور المنتخب الأردني تحت (20) عامًا، أعوام 2015-2017، كما لعب ومثل المنتخب الاردني للشباب تحت (23) عامًا في 2018م وآخر مبارياته كانت أمام السعودية ومن قبلها أمام منتخب العراق، ومثل المنتخب الأردني الأول، وآخر مبارياته مع المنتخب الأول كانت أمام باراجواي ومن قبلها البحرين.[5][15][16]